# KZ-Außenlager Kleinbodungen
Das Außenlager Kleinbodungen war ein vom 3. Oktober 1944 bis zum 4. April 1945 bestehendes Außenlager des KZ Mittelbau für durchschnittlich etwa 620 männliche KZ-Häftlinge. Es befand sich auf dem Gelände eines ehemaligen Kalibergwerks in Kleinbodungen. Das Außenlager wurde seitens der Lager-SS unter dem Tarnnamen „Emmi“ geführt.

## Funktion des Lagers, Häftlinge und Lagerführung
Die Häftlinge, die nach Einrichtung des Lagers größtenteils aus dem aufgelösten Außenlager Friedrichshafen des KZ Dachau kamen, waren in zwei Lagerhallen mit jeweils drei Stockwerken untergebracht. Das Lagergelände war mit elektrisch geladenen Stacheldraht umzäunt. Die Häftlinge leisteten Zwangsarbeit für die Mittelwerk GmbH und mussten in der lagereigenen Raketenwerkstätte defekte A4-Raketen in ihre Einzelteile zerlegen, die teils für neu produzierte Raketen wieder verwendet wurden. Zudem wurden auf dem Gelände mit Reichsbahnanschluss auch defekte A4-Raketen gelagert. Bei einem Luftangriff Anfang Januar 1945 kam es zwar zu Beschädigungen, dennoch blieb die Raketenreparaturwerkstatt funktionsfähig.
Kleinbodungen war das Lager mit dem höchsten Anteil reichsdeutscher Häftlinge unter allen Lagern des KZ Mittelbau. Etwa ein Fünftel der Häftlinge waren Reichsdeutsche, jeweils ein Drittel aus Polen beziehungsweise der Sowjetunion und die Übrigen anderer Nationalität. Lagerleiter war durchgehend SS-Hauptscharführer Xaver Stärfel, sein Stellvertreter SS-Oberscharführer Wilhelm Dörr.

## Zweigstellen Bischofferode und Niedergebra
Zweigstellen des Außenlagers Kleinbodungen befanden sich ab Anfang November 1944 mit 60 männlichen Häftlingen in Bischofferode/Eichsfeld („Kommando 48“) und etwa 40 männlichen Häftlingen in Niedergebra („Kommando 48a“). Die Häftlinge dieser Außenlager waren ebenfalls zur Reparatur und Lagerung defekter A4-Raketen der Mittelwerk GmbH eingesetzt. Diese Außenkommandos wurden gemeinsam mit den Häftlingen des Außenlagers Kleinbodungen am 4. beziehungsweise dem 5. April 1945 evakuiert.

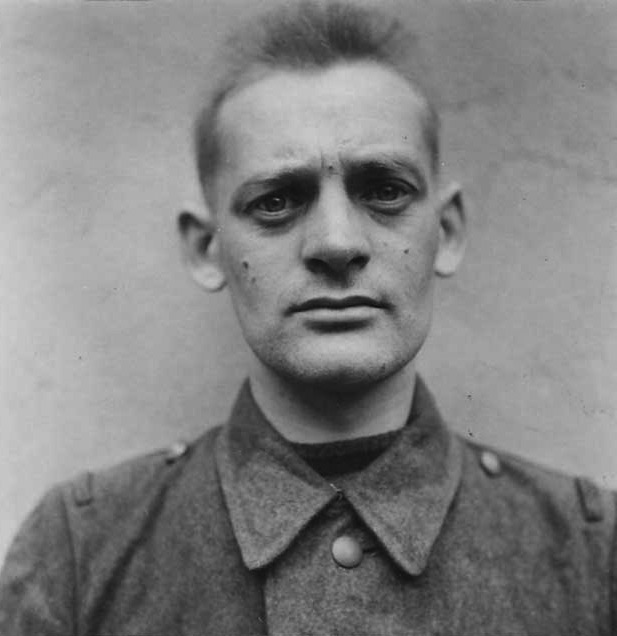
Lagerführer Xaver Stärfel im August 1945

## Evakuierung des Lagers
Im Zuge der Evakuierung des KZ Mittelbau wurden am 4. oder 5. April 1945 auch die Häftlinge des Außenlagers Kleinbodungen auf einen Todesmarsch geschickt. Am 4. April 1945 erhielt Stärfel nach seiner Aussage von dem Schutzhaftlagerführer Franz Hössler den Befehl, das Außenlager Kleinbodungen zu evakuieren. Am 5. April 1945 hätten 610 Häftlinge auf einem Todesmarsch unter seiner Leitung und der seines Stellvertreters Wilhelm Dorr sowie 45 SS-Männern Kleinbodungen verlassen. Ursprünglich lautete der Befehl von Herzberg aus die Häftlinge mit der Eisenbahn zu transportieren. Aufgrund von Luftangriffen entschloss sich Stofel, die Häftlinge auf einem Marsch in das KZ Bergen-Belsen zu überführen. Am 10. April 1945, nachdem bereits einigen Häftlingen die Flucht geglückt war, geriet der Evakuierungstransport bei Groß Hehlen nördlich von Celle in ein Kampfgebiet. Während des Kampfgeschehens seien einige Häftlinge aufgrund von Fluchtversuchen und zu langsamen Marschtempo von Feldeinheiten erschossen worden. Am 11. April 1945 kam der Evakuierungstransport im KZ Bergen-Belsen mit 590 Häftlingen an.

## Befreiung der Häftlinge und Nachkriegszeit

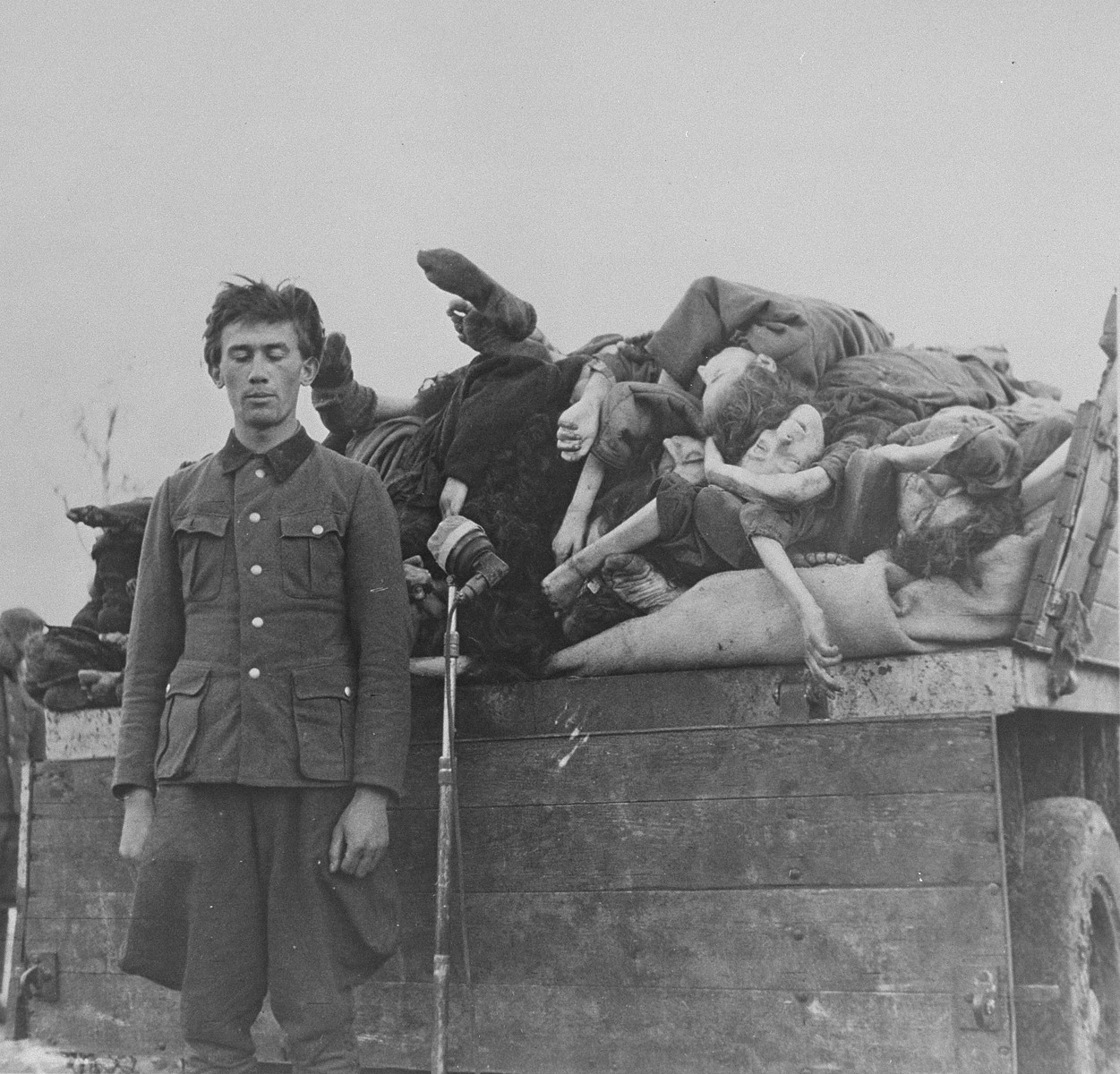
Stellvertretender Lagerleiter Wilhelm Dörr vor Mikrophon, hinter ihm ein mit Leichen toter Häftlinge beladener Anhänger, KZ Bergen-Belsen 24. April 1945

Am 15. April 1945 wurde das KZ Bergen-Belsen befreit. Über die Anzahl der verstorbenen Häftlinge des Außenlagers Kleinbodungen ist nichts bekannt. Stärfel und Dörr erhielten im Bergen-Belsen-Prozess aufgrund ihrer Verantwortung für den Todesmarsch das Todesurteil. Das Urteil wurde am 13. Dezember 1945 durch den Strang im Zuchthaus Hameln vollzogen.
Nachdem die Amerikaner am 1. Juli 1945 Thüringen an die sowjetische Militärverwaltung übergeben hatten, wurden im Oktober 1946 die verbliebenen Maschinen und das Material des Außenlagers Kleinbodungen demontiert und in die Sowjetunion verbracht. Festgenommene deutsche Ingenieure rekonstruierten im Auftrag der sowjetischen Behörden bereits im Sommer 1945 in den Außenlagern Kleinbodungen und Bleicherode die A4. In der Gegenwart erinnert nur noch eine als Getreidelager genutzte Werkhalle an das ehemalige Außenlager Kleinbodungen.